# Карл Неселрод
Карл Роберт Неселрод (руски: Karl Vasilyevich Nesselrode; Лисабон; 14. децембар 1780. - Санкт Петербург; 23. март 1862) је био руски дипломата балто-германског порекла. Четрдесет година (1816–1856) је обављао функцију руског министра спољних послова. Један је од најутицајнијих политичара прве половине 19. века и једна је од најзначајнијих личности Свете алијансе.

## Биографија
Рођен је на руској фрегати у Лисабону у Португалији, где је његов отац (рођен 1810), гроф Светог римског царства, био амбасадор руског цара. Мајка му је била јеврејског порекла, мада је сам Карл био протестант. Крштен је у капели британске амбасаде и тиме је постао члан англиканске цркве, а не Руске православне цркве. Неселред је био немачког порекла. Школовао се у гимназији у Берлину. Са шеснаест година је приступио руској морнарици где је, због утицаја свога оца, постао помоћник војвог кампа (француски: Aide-de-camp) цара Павла. Потом је приступио руској војсци, а касније је ушао у дипломатску службу под Павлом и његовим сином и наследником, Александром. Био је један од руских амбасадора у Берлину и Хагу. Августа 1806. године путовао је јужном Немачком и извештавао је о француском контингенту војске (Трећа коалиција). Био је дипломатски секретар генерала Каминског, Буксгевдена и Бенигсена. Учествовао је у бици код Ејлауа (дан. Багратионовск) и у преговорима који су резултирали склапањем Тилзитског мира (јул 1807), при чему му је шпански бонапартист Дијего Пачеко Телез Жирон Гомез де ла Сандовал честитао што седи за истим столом са Наполеоном. Неселрод је постао државни секретар 1814. године. Био је шеф руске делегације на Бечком конгресу, иако је сам цар Александар више учествовао у преговорима. Од 1816. године је руски министар спољних послова. До 1822. године делио је овлашћења са Јоанисом Каподистријасом. Један је од оснивача Свете алијансе. Учествовао је на конгресима у Ахену, Љубљани и Верони, док је у Тропау Русију представљао Јоанис Каподистријас. Четрдесет година је Неселрод водио руску спољну политику и био је један од водећих државника Свете алијансе. Између 1845. и 1856. године служио је као канцелар. Као министар спољних послова Русије, био је пуномоћник током преговора са Сједињеним Америчким Државама 1824. године око дефинисања граница између Руске Америке и америчког Орегона. Преговори су завршени Руско-америчким споразумом (1824) и Споразумом у Санкт Петербургу кога је Русија потписала са Британијом у вези са неким британским захтевима. Један век касније, 1924. године, планина Неселрод, гранична област између Британске Колумбије и Аљаске, добила је име по њему.
Неселрод је 1849. године послао руске трупе да помогну Аустрији да угуши Мађарску револуцију коју је предводио Лајош Кошут. Покушавао је да растури јапанску самоизолацију. Послао је 1853. године Јевфимија Путјатина са писмом јапанском шогуну. Путјатин се вратио у Петроград са повољним споразумом склопљеним у Јапану. Напори Неселрода да прошири руски утицај на Балкану и Медитерану довели су Русију у сукоб са Османским царством, Британијом, Краљевином Сардинијом, Савојским војводством и Француском. Ове државе су као савезнице ратовале против Русије у Кримском рату (1853-1856). Неселрод је умро 1862. године. Његова аутобиографија објављена је постхумно, 1866. године.